# 西園寺さんと山田くん
『西園寺さんと山田くん』（さいおんじさんとやまだくん）は、海野つなみによる日本の漫画作品。

## 概要
『なかぞう』1993年クリスマス号（講談社）に掲載された。
第1話 高校生編「そのさきは知らない」、第2話 大学生編「ヒデキ DE デート」、第3話 OL編「コペルニクス的転回のロマンス」の3話から構成されるオムニバス作品。作中では13年に渡る2人の関係が描かれている。

## 登場人物
西園寺 京子（さいおんじ きょうこ）
高校2年生の時にカバンを忘れて隣のクラスの山田に英語の辞書を借りたことから山田との付き合いが始まる。
しかしその交際は恋愛感情からではなく、奢ってもらうことで昼食代を浮かせたり、デートと称しタダで遊びにいったりできると目論んだため。
打算的であるがマイペースな性格。
勅使河原からは「食べることしか考えてない」「大食い女」などと言われる。
第2話では山田とは別の大学の文学部に進学し、3年生になっている。女子大生彼氏できないコースを回避すべく、山田に合コンを持ち掛ける。
第3話ではOLになっており、勤続7年目。「山田と社長令嬢の縁談」が持ち上がり、自身も焦りを覚え相手探しに燃える。
山田 誠志郎（やまだ せいしろう）
地元の成金一家の3代目で、高校に入学する際に山田家の寄付で第二講堂が建てられた。実家は建設会社。
英語の辞書を貸したことを機に、いきなり京子にプロポーズをするが、それは恋愛感情からではなく、「山田」という平凡な名字をお金持ちの様な名字に変えたいという理由からであった。京子のワガママをニコニコ聞き入れてくれる存在。
第2話では山手大学経営学部に進学。京子に江田との橋渡しを頼まれる。
第3話では山田建設の課長になっている。愛車はメルセデス・ベンツ。見栄を張りたい京子に呼び出されている。

### 周辺人物
佐藤（館脇）トモミ（さとう〈たてわき〉ともみ）
京子の友人。高校時代に京子と山田の恋愛感情からではない交際成立の瞬間に居合わせ「こんなあざといカップル見たことない」と呆れつつも見守る。
第3話では既婚者となっている。京子と山田と一緒に居酒屋で飲むなど、付き合いは高校時代から続いている。

#### 第1話
勅使河原 葵（てしがわら あおい）
1年5組。ショートカットの女の子。山田のことが好きで告白する。京子がお金目当てで交際していることを山田に告げ、山田と付き合うことになる。京子からは、「可愛いが気性がはげしい」と評されている。

#### 第2話
御手洗 さつき（みたらい さつき）
京子と同じ大学の英文科。いわゆる「イケイケ女」。趣味はドライブに連れて行ってもらうこと。
江田（えだ）
山手大学生。山田に合コンに誘われ京子と出会う。カラオケが好き。
合コンで「馬力和え」と「アブサン」を注文するなど少々マニアック。京子曰く「カッコよくてクールなくせにすっとぼけた人」で、京子は彼との交際を目論む。

#### 第3話
今井 恵（いまい めぐみ）
京子の同期。同じ会社の一ノ瀬と交際中で、その仲の良さは社内に知れ渡っている。近々挙式予定。
三方一所 晶（くつわだ あきら）
京子の勤める会社の取引先である「ユニヴァー」の社長令嬢。短大を卒業したばかりであるが、山田との縁談が持ち上がっている。酒に強い。

## 書誌情報
- 海野つなみ『西園寺さんと山田くん』講談社〈講談社コミックスなかよし〉、1997年4月2日。ISBN 4-06-178860-4。
  - ローレライは月の夜に（『なかよし』1994年12月号）
  - Sweets（『なかぞう』1996年春休み号）